# ابوعبیدالله
ابو عُبَیدُ الله کنیه‌ای مذکر در زبان عربی است و کنیهٔ افراد زیر است:
- ابوعبید جوزجانی
- ابن شرف قیروانی
- ابوعبیدالله مرزبانی